# Козічин (Мазовецьке воєводство)
Козічин (пол. Koziczyn) — село в Польщі, у гміні Реґімін Цехановського повіту Мазовецького воєводства.
Населення — 209 осіб (2011).
У 1975-1998 роках село належало до Цехановського воєводства.

## Демографія
Демографічна структура станом на 31 березня 2011 року:
|          | Загалом | Допрацездатний вік | Працездатний вік | Постпрацездатний вік |
| -------- | ------- | ------------------ | ---------------- | -------------------- |
| Чоловіки | 112     | 27                 | 71               | 14                   |
| Жінки    | 97      | 18                 | 48               | 31                   |
| Разом    | 209     | 45                 | 119              | 45                   |